# Krumë
Krumë ([kɾum(ɘ)]; bepaalde vorm: Kruma) is na de gemeentelijke herinrichting van 2015 een deelgemeente (njësitë administrative përbërëse) van de Albanese stad (bashkia) Has in de prefectuur Kukës en telt 6000 inwoners (2011). Naar het district waar Krumë de hoofdstad van was, wordt de stad ook vaak Has genoemd.
Krumë ligt op een hoogte van 430 meter boven de zeespiegel, slechts tien kilometer westelijk van de Kosovaarse grens en dertig kilometer ten noorden van prefectuurshoofdstad Kukës. Doordat de naburige deelgemeente Golaj 6187 inwoners telt, is Krumë niet de grootste deelgemeente van Has.

## Geografie
Krumë ligt aan de voet van de noordwestelijke flank van de berg Bjeshka e Krumës ('de alpenweide van Krumë'), die aan de rand van de stad steil omhooggaat en enkele kilometers ten zuiden van Krumë een hoogte van 1435 meter bereikt. Op de bergflank bevindt zich dicht bij de stad een waterrijke bron, die Krumë van zoet water voorziet en waaruit de Krumërivier ontspringt, die enkele kilometers ten westen van de stad in het Fierzëmeer (circa 295 m) uitmondt.

### Kernen
Naast het centrum omvat de deelgemeente Krumë de volgende zes plaatsen (aantal inwoners in 2001 tussen haakjes):
- Cahan (160)
- Gajrep (516)
- Krumë Fshat ('Krumë-dorp') (1521)
- Mujaj-Dajç (252)
- Plani Pates (133)
- Zahrisht (722)

## Sport
De voetbalclub KF Pashtriku Has komt in het seizoen 2012-2013 uit in de Kategoria e Tretë, de vierde en laagste klasse in het Albanese voetbal.